# Nicrophorus marginatus
Nicrophorus marginatus är en skalbaggsart som beskrevs av Fabricius 1801. Nicrophorus marginatus ingår i släktet Nicrophorus och familjen asbaggar. Inga underarter finns listade i Catalogue of Life.